# Haruo Kamimura
Haruo Kamimura (上村陽生?, Kamimura Haruo,; Miyazaki, 5 maggio 1949 – 29 novembre 2022) è stato un goista giapponese.

## Biografia
A differenza di altri giocatori professionisti Kamimura non tentò subito l'esame da professionista, preferendo dedicarsi allo studio nell'università. Proprio durante gli anni universitari vinse il titolo di Honinbo universitario. Decise quindi di provare a diventare un professionista, riuscendoci nel 1971 e vincendo il premio della rivista KIDO riservato al miglior giovane nel 1974. Nel 1988 ha raggiunto il massimo grado di 9º dan. In carriera ha superato le 700 vittorie in partite ufficiali, si è ritirato nel 2021.

## Titoli
| Nazionali          | Nazionali | Nazionali |
| Tornei             | Vittorie  | Finalista |
| ------------------ | --------- | --------- |
| Shin-Ei            | 1 (1979)  |           |
| Totale in carriera |           |           |
| Totale             | 1         | 0         |